# Rushmoor District
Rushmoor är ett distrikt (motsvarande kommun) i grevskapet Hampshire i England, Storbritannien. Distriktet har 101 060 invånare (2022). 
Större orter är Aldershot och Farnborough. Distriktet är inte indelat i civil parishes. 